# Vicano di Pelago
Il Vicano di Pelago è un fiume della Toscana.
L'altitudine media del bacino è 350 m s.l.m. Il fiume ha regime torrentizio negli anni passati ha dato problemi di piena.

## Il percorso e opere idrauliche
Nasce a Pelago per poi sfociare nel fiume Arno, di cui è un affluente di destra, nei pressi dello stesso comune.

### Affluenti
- Diversi Torrenti

### Il bacino del Vicano
Il bacino ricade nel comune di: 
- Pelago